# Zuringrandwants
De zuringrandwants, zuringwants, lederwants of fluweelbruine randwants (Coreus marginatus) is een wants uit de familie van de randwantsen (Coreidae).

## Beschrijving
Deze soort heeft een bruin, vrij rond en plat, leerachtig achterlijf. Aan weerszijden van het halsschild zijn puntige, opstaande uitsteeksels zichtbaar die iets weg hebben van 'schouders'. De vierledige antennes zijn ongeveer de helft van de lichaamslengte en duidelijk zichtbaar vanwege de roodoranje kleur maar met een zwart uiteinde. Ook de achtervleugels zijn roodoranje maar zitten in rust verstopt onder de hemelytra (deels verdikte voorvleugels). De poten hebben maar twee tarsleden. De platte 'rand' om het achterlijf is lichtbruin gestreept bij volwassen exemplaren. Het scutellum (schildje), een driehoekig deel van het mesonotum is bij deze soort zoals bij vrijwel alle wantsen goed zichtbaar tussen de voorkanten van de hemelytra en vrij recht van vorm. Op het achterlijf zijn de dunne vliezige delen van de hemelytra over elkaar gevouwen. De maximale lengte is ongeveer 15 millimeter, het mannetje blijft iets kleiner dan het vrouwtje maar heeft langere antennes.

## Voorkomen en levenswijze
De zuringrandwants leeft in grote delen van Europa en is in de meeste streken niet zeldzaam. De habitat bestaat uit zonnige plaatsen want dit dier houdt van zonnen zodat ze sneller worden. Deze soort leeft in zowel bosranden en vochtige hooilanden als grasland met hier en daar dichtere begroeiing, maar ook in stadsparken en wegbermen wordt de zuringwants aangetroffen, meestal in de buurt van water. Bij verstoring wordt snel gereageerd op de trillingen en laat het dier zich vallen of vliegt weg. In bladstrooisel is het zeer goed gecamoufleerd. De zuringrandwants is een goede vlieger die 'vanuit stand' kan vliegen en niet eerst ergens op hoeft te klimmen. Bij aanraking wordt een bruine vloeistof afgescheiden die erg stinkt en moeilijk is te verwijderen.

## Ontwikkeling
De nimfen lijken al direct uit het ei op de ouderdieren maar zijn vleugelloos, sterk gestekeld en hebben relatief veel grotere antennes. Omdat de zuringwants als imago of als nimf kan overwinteren, zijn in het voorjaar al diverse generaties te zien. Het voedsel bestaat uit diverse planten of de zaden ervan waar sappen uit worden gezogen, geliefd zijn planten als zuring, rabarber en duizendknoop.

## Afbeeldingen

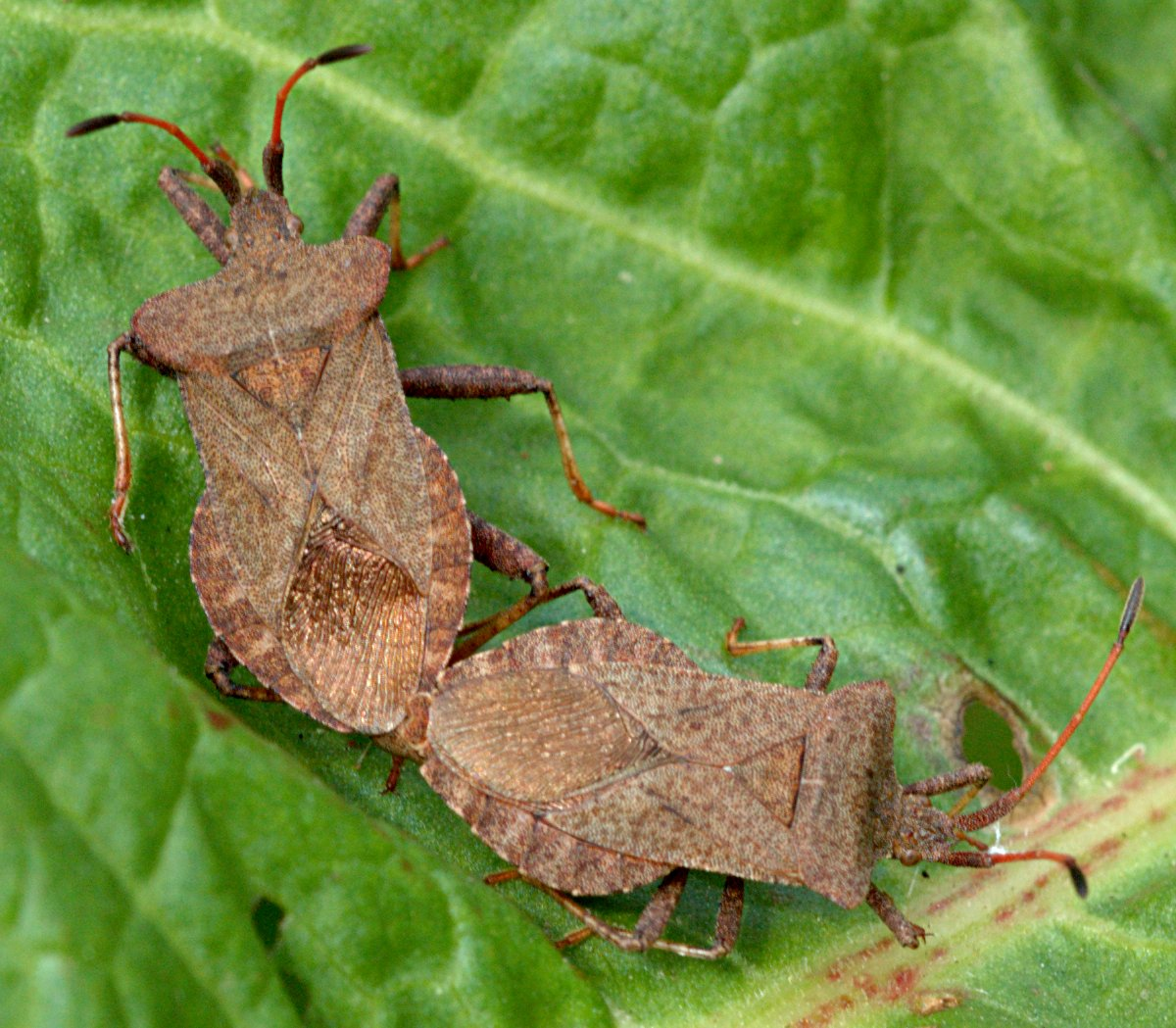
Paring (mannetje rechts)
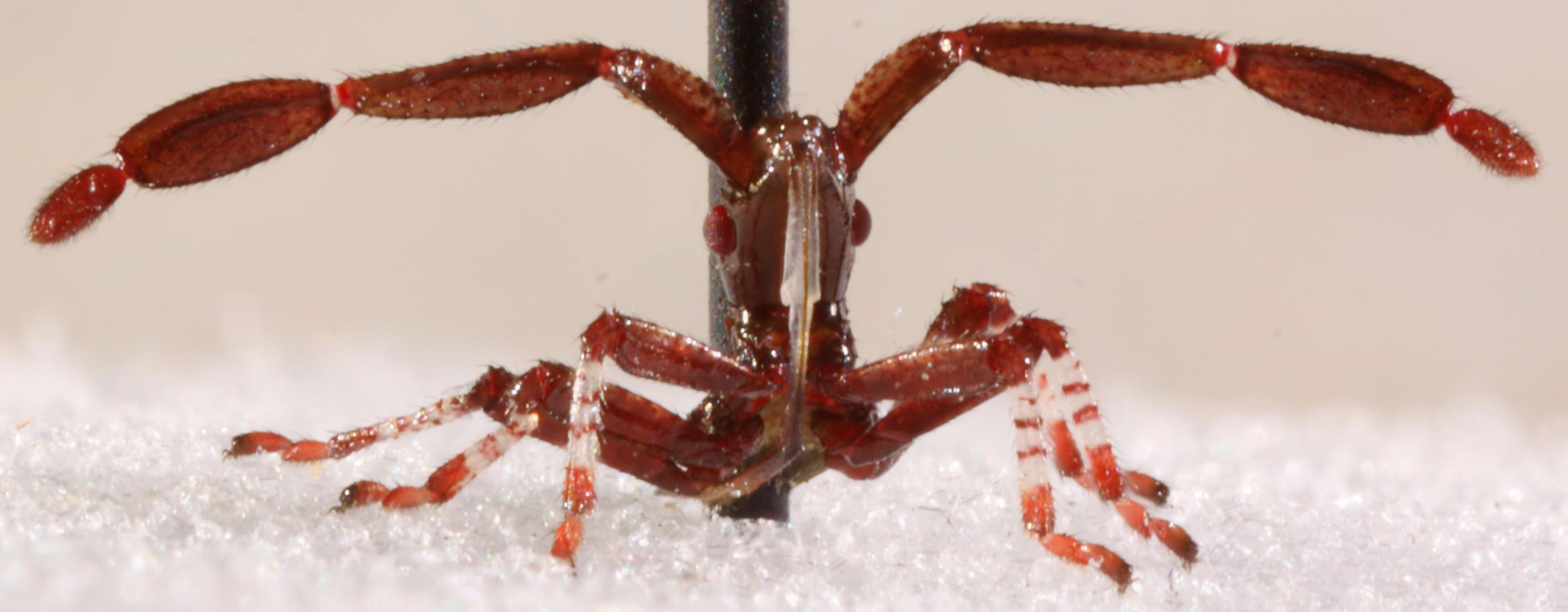
Pas uitgekomen nimf van Coreus marginatus met de relatief zeer grote antennes
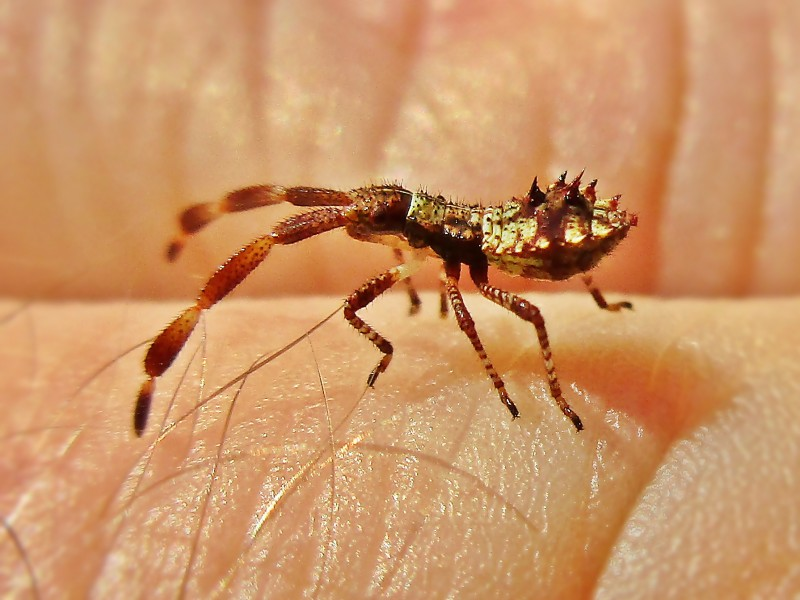
Jonge nimf
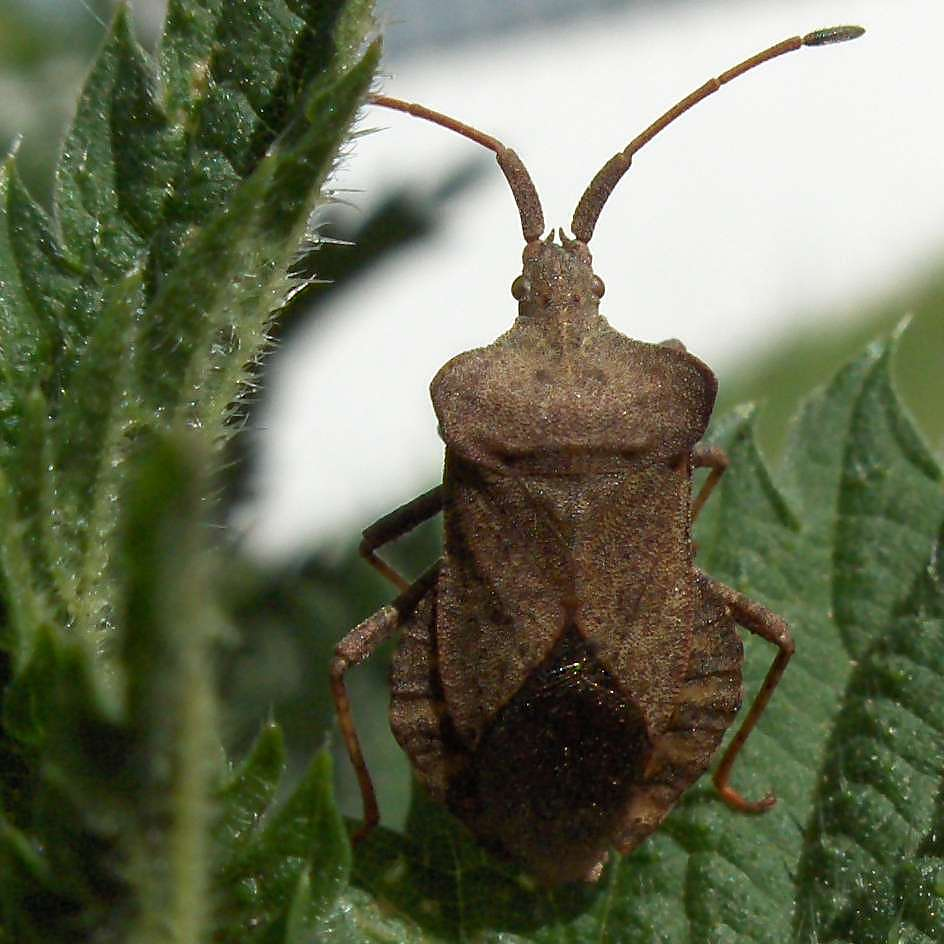
Coreus marginatus hebben tussen de antennes twee kleine uitsteeksels, bekend als antenniferous knobbeltjes, die kunnen worden gebruikt om deze soort te onderscheiden van andere oppervlakkig vergelijkbare soorten
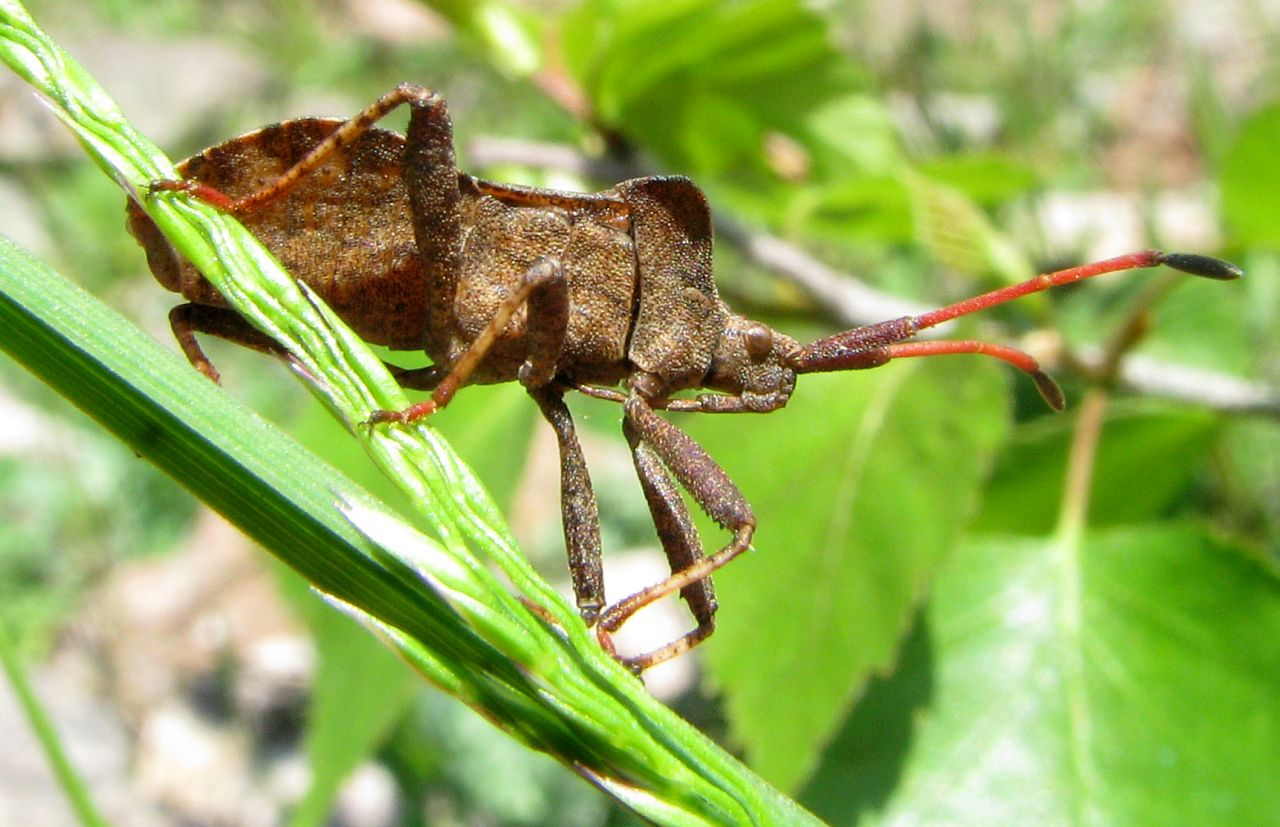
Volwassen Coreus marginatus toont de onderkant met krachtige zuigende proboscis